# إساءة استخدام السلطة
إساءة استخدام السلطة في شكل «مخالفة في المنصب» أو «سوء سلوك رسمي»، هو ارتكاب عمل غير قانوني، يتم بصفته الرسمية، مما يؤثر على أداء الواجبات الرسمية. وغالبا ما يكون سوء التصرف في منصبه سببا لإزالة مسؤول منتخب عن طريق القانون أو الاستفتاء. إساءة استخدام السلطة يمكن أيضا أن يعني الشخص الذي يستخدم القوة لتحقيق مكاسبه الشخصية.

## الإساءة المؤسسية
الإساءة المؤسسية هي سوء معاملة شخص (غالبا الأطفال أو كبار السن) من نظام السلطة. ويمكن أن يتراوح ذلك بين أفعال مماثلة لإساءة معاملة الأطفال في المنزل، مثل الإهمال والاعتداء الجسدي والجنسي، إلي آثار برامج المساعدة التي تعمل دون معايير الخدمة المقبولة، أو الاعتماد على طرق قاسية أو غير عادلة لتعديل السلوك.

## أمثلة

### جو أربايو
في فبراير 2010، وجد القاضي جون ليوناردو أن أربيو (Joe Arpaio) «أساء استخدام سلطة مكتبه لاستهداف أعضاء مجلس المشرفين للتحقيق الجنائي».
في عام 2008، بدأت هيئة محلفين فيدرالية كبرى تحقيقا حول أربيو بسبب إساءة استخدام السلطة، فيما يتعلق بتحقيق مكتب التحقيقات الفدرالي. في 31 أغسطس / آب 2012، أعلن مكتب المدعي العام في ولاية أريزونا أنه «يختتم تحقيقاته في مزاعم السلوك الإجرامي» من قبل أربيو، دون تقديم تهم.

### فا تشنغ
تم تعيين فا تشنغ وهو رجل صيني، مديرًا من قبل قيادة شو، وكجنرال عسكري من قبل ليو باي. وأشرف على الشؤون الإدارية بالقرب من عاصمة مقاطعة يي تشنغدو وعمل مستشارا كبيرا ليو باي.
خلال هذه الفترة من الزمن، أساء استخدام سلطته عن طريق الانتقام الشخصي من أولئك الذين أساؤا إليه من قبل وقتلهم دون سبب. وقد اقترب بعض المسئولين من تشو قه ليانغ، وهو مستشار آخر من كبار مستشاري ليو باي، وحثه على الإبلاغ عن سلوك فا تشنغ غير القانونى للملك واتخاذ إجراءات ضده.

### ضباط الشرطة
في الدول الدكتاتورية أو الفاسدة أو الضعيفة، قد يقوم ضباط الشرطة بأعمال إجرامية كثيرة للنظام الحاكم دون عقاب. وقد وجدت سياسة التفرقة العنصرية في قوات الشرطة الحديثة.
ويمكن أن يكون أحد أفراد الشرطة، أو وحدات كاملة في بعض الأحيان، فاسدين أو يقومون بأشكال مختلفة من سوء سلوك الشرطة؛ وهذا يحدث أحيانا في العديد من القوات، ولكن المشكلة بشكل خاص حين يكون راتب الشرطي منخفض جدا ما لم يستكمله بالرشاوى. وتتصرف الشرطة أحيانا بوحشية لا مبرر لها عندما تتصرف بشكل مفرط في حالات المواجهة، لاستخراج اعتراف من شخص قد يكون مشتبه به.